# Championnat de Belgique de football de deuxième division 1952-1953
Navigation
saison précédente saison suivante
Le Championnat de Belgique de football de deuxième division 1952-1953 est la 36e édition du championnat de deuxième niveau national du football en Belgique. À cette époque, en Belgique francophone, cette division est familièrement appelée « Division 2 » ou tout simplement « D2 ».
C'est la première fois que la compétition porte l'appellation de « Division 2 ». Pour cette « inauguration », on enregistre un résultat plutôt rare puisque ce sont deux cercles de la même localité qui obtiennent les deux premières places. Les rivaux de Lierre: le Lyra et le Lierse terminent respectivement champion et vice-champion.
Au terme du championnat, les deux premiers sont promus en Division 1, tandis que les deux derniers classés sont relégués en Division 3.

## Clubs participants 1952-1953
Seize clubs prennent part à cette édition, soit seulement la moitié du nombre de la compétition précédente. Cette diminution est la suite de la grande réforme appliquée par l'URBSFA, à la fin de la saison précédente
Les matricules renseignés en gras existent encore lors de la saison « 2012-2013 ».
| #  | Nom                                          | Mat. | Ville         | Stades          | En D2 depuis  | Total en D2 | S. précédente     |
| -- | -------------------------------------------- | ---- | ------------- | --------------- | ------------- | ----------- | ----------------- |
| 1  | Royal Racing Club de Bruxelles               | 6    | W.-Boitsfort  | des 3 Tilleuls  | 1952-53 (1re) | 10 s        | Div. d'Hon. 15e   |
| 2  | Royale Union Sportive Tournaisienne          | 26   | Tournai       | G. Horlait      | 1952-53 (1re) | 10 s        | Div. d'Hon. 16e   |
| 3  | Royal Football Club Brugeois                 | 3    | Bruges        | De Klokke       | 1951-52 (2e)  | 11 s        | 2e Div. 1-Série A |
| 4  | Royal Club Sportif Verviétois                | 8    | Verviers      | du Panorama     | 1948-49 (5e)  | 18 s        | 7e Div. 1-Série B |
| 5  | Royal Stade Louvaniste                       | 18   | Louvain       | Leuvense Sp.    | 1950-51 (2e)  | 28 s        | 6e Div. 1-Série B |
| 6  | Koninklijke Kortrijk Sports                  | 19   | Courtrai      | Guldensporenst. | 1943-44 (9e)  | 18 s        | 8e Div. 1-Série A |
| 7  | Koninklijke Lierse Sportkring                | 30   | Lierre        | Het Lisp        | 1948-49 (5e)  | 11 s        | 5e Div. 1-Série B |
| 8  | Royal Football Club Renaisien                | 46   | Renaix        | Parc Lagache    | 1931-32 (19e) | 19 s        | 4e Div.-Série A   |
| 9  | Royal White Star Athletic Club               | 47   | Woluwe-St-L.  | rue Kelle       | 1947-48 (6e)  | 16 s        | 7e Div. 1-Série A |
| 10 | Koninklijke Lyra                             | 52   | Lierre        | Lyrastadion     | 1950-51 (3e)  | 21 s        | 3e Div. 1-Série B |
| 11 | Athletische Sportvereniging Oostende K.M.    | 53   | Ostende       | Albertpark      | 1949-50 (4e)  | 20 s        | 3e Div. 1-Série A |
| 12 | Koninklijke Boom Football Club               | 58   | Boom          | Velodromestr.   | 1949-50 (4e)  | 18 s        | 5e Div. 1-Série B |
| 13 | Royal Racing Club Tirlemont                  | 132  | Tirlemont     | Bergé           | 1938-39 (12e) | 18 s        | 2e Div. 1-Série B |
| 14 | Koninklijke Sint-Niklaasse Sportkring        | 221  | St-Nicolas/W. | Puyenbeke       | 1947-48 (6e)  | 8 s         | 6e Div. 1-Série A |
| 15 | Koninklijke Sint-Truidense Voetbalvereniging | 373  | Saint-Trond   | Stayenveld      | 1948-49 (5e)  | 5 s         | 8e Div. 1-Série B |
| 16 | Kon. Waterschei Sportvereniging THOR         | 553  | Waterschei    | A. Dumont       | 1951-52 (2e)  | 10 s        | 4e Div. 1-SérieB  |

- Waterschei, THOR = Tot Herstel Onze Rechten, jusqu'à rétablissement de nos Droits.

### Localisations
| \| AS Oostende FC Brugeois Courtrai St-Nicolas Boom FC Renaix White Star Racing CB Tournai Lierse Lyra St. Louvain Tirlemont Waterschei St-Trond Verviers \| Localisation des clubs engagés en Division 2 1952-1953 |
| AS Oostende FC Brugeois Courtrai St-Nicolas Boom FC Renaix White Star Racing CB Tournai Lierse Lyra St. Louvain Tirlemont Waterschei St-Trond Verviers                                                              |

## Classements
- Le nom des clubs est celui employé à l'époque

Légende
- Champion et promu en Division 1 la saison suivante
- Promu en Division 1 la saison suivante
- clubs relégués en Division 3 la saison suivante

Abréviations
 : Relégué de Division d'Honneur

### Classement final
| Rang | Équipe                | Pts | J  | G  | N  | P  | Bp | Bc | Diff |
| ---- | --------------------- | --- | -- | -- | -- | -- | -- | -- | ---- |
| 1    | K. LYRA               | 41  | 30 | 18 | 5  | 7  | 72 | 42 | +30  |
| 2    | K. Lierse SK          | 37  | 30 | 15 | 7  | 8  | 65 | 43 | +22  |
| 3    | R. White Star AC      | 37  | 30 | 17 | 3  | 10 | 70 | 37 | +33  |
| 4    | AS Oostende KM        | 33  | 30 | 15 | 3  | 12 | 54 | 47 | +7   |
| 5    | R. RC Tirlemont       | 32  | 30 | 13 | 6  | 11 | 51 | 45 | +6   |
| 6    | K. Sint-Truidense VV  | 31  | 30 | 12 | 7  | 11 | 61 | 59 | +2   |
| 7    | K. Waterschei SV THOR | 31  | 30 | 13 | 5  | 12 | 60 | 60 | 0    |
| 8    | R. FC Brugeois        | 30  | 30 | 12 | 6  | 12 | 48 | 49 | -1   |
| 9    | R. Racing CB          | 29  | 30 | 9  | 11 | 10 | 48 | 64 | -16  |
| 10   | K. Kortrijk Sport     | 28  | 30 | 9  | 10 | 11 | 51 | 53 | -2   |
| 11   | K. Sint-Niklaasse SK  | 28  | 30 | 12 | 4  | 14 | 51 | 51 | 0    |
| 12   | K. Boom FC            | 27  | 30 | 10 | 7  | 13 | 55 | 60 | -5   |
| 13   | R. CS Verviétois      | 27  | 30 | 11 | 5  | 14 | 42 | 59 | -17  |
| 14   | R. US Tournaisienne   | 26  | 30 | 6  | 14 | 10 | 38 | 54 | -16  |
| 15   | R. FC Renaisien       | 22  | 30 | 8  | 6  | 16 | 32 | 55 | -23  |
| 16   | R. Stade Louvaniste   | 21  | 30 | 9  | 3  | 18 | 40 | 60 | -20  |

### Meilleur buteur
Jozef Piedfort (K. Lyra), 27 buts

## Récapitulatif de la saison
- Champion: K.Lyra (3e titre de D2)
  - 2e promu: K. Lierse SK

- Quatorzième titre de D2 pour la Province d'Anvers

| Région flamande (10)            | Région flamande (10) | Province de Brabant (4)      | Province de Brabant (4) | Région wallonne (2)    | Région wallonne (2) |
| ------------------------------- | -------------------- | ---------------------------- | ----------------------- | ---------------------- | ------------------- |
| Province d'Anvers               | 3                    | Région de Bruxelles-Capitale | 2                       | Province de Hainaut    | 1                   |
| Province de Flandre-Occidentale | 3                    | Province du Brabant flamand  | 2                       | Province de Liège      | 1                   |
| Province de Flandre-Orientale   | 2                    | Province du Brabant wallon   | 0                       | Province de Luxembourg | 0                   |
| Province de Limbourg            | 2                    |                              |                         | Province de Namur      | 0                   |

1. ↑  Au niveau footballistique, la province de Brabant est toujours unitaire malgré sa partition territoriale en 1995.

### Admission et relégation
Le Lyra et le Lierse montent en Division 1, où ils remplacent les deux promus de la saison précédente : le RC Gand et Beringen.
Le FC Renaisien et le Stade Louvain descendent en Division 3 d'où sont promus Tubantia FC et Uccle Sport.
Par la suite, le matricule 46 Renaisien ne reviendra plus qu'une seule saison en D2, alors que le matricule 18 louvaniste devra patienter jusqu'en 1981 pour retrouver ce niveau.

### Débuts au deuxième niveau national
Aucun clubs n'effectue ses débuts au 2e niveau national du football belge.